# Malo River

Malo River (en espagnol : Arroyo Malo), est une rivière de l'île Malouine orientale, dans l'archipel des îles Malouines. Son nom dérive du port breton de Saint-Malo (qui a également donné son nom aux îles Malouines), en raison d'un établissement français établi à Port Louis en 1764. 
Elle est située au nord de la Malouine orientale. Malo River prend sa source dans le massif de Wickham Heights, traverse le No Man's Land et se jette dans la baie Marville.
La bataille de Top Malo House, pendant la guerre des Malouines, a eu lieu à proximité.